# La notte di Pasquino
Pour plus de détails, voir Fiche technique et Distribution.
La notte di Pasquino est une comédie dramatique italienne réalisée par Luigi Magni et diffusée en 2003.

## Synopsis
Rome, 1870. À la veille de la percée de la Porta Pia, un enlèvement secoue le ghetto juif : un enfant disparaît. Le responsable est le méchant noble Galeazzo della Gensola, qui a besoin d'un fils pour s'emparer d'un riche héritage. Un fils dont il entend ensuite se débarrasser.
Le rabbin part à sa recherche et demande l'aide d'un vieux monsieur bizarre qui est en fait l'épigrammatiste Pasquino, qui parcourt les rues romaines la nuit pour coller ses poèmes sur les statues et les murs. D'autres l'aideront dans sa quête, notamment Jenny, une jeune Américaine, et Andrea, une révolutionnaire.
A la fin, après avoir sauvé l'enfant, Pasquino se révèle être un cardinal, qui confie la poursuite de son travail à Andrea, car il doit aller rejoindre le Pape pour être à ses côtés dans ce qui sera pour le Saint Père une « journée très dure », en référence à la brèche de Porta Pia.

## Fiche technique
- Titre original : La notte di Pasquino[1]
- Réalisation : Luigi Magni
- Scénario : Luigi Magni, Claudio Piersanti
- Photographie : Ennio Guarnieri
- Montage : Fernanda Indoni
- Musique : Armando Trovajoli
- Décors : Lucia Mirisola
- Production : Edwige Fenech, Cecilia Ferrari, Elisabetta Trautteur
- Sociétés de production : Immagine e Cinema, MediaTrade
- Pays de production :  Italie
- Langue originale : italien
- Format : Couleurs
- Genre : comédie dramatique
- Durée : 91 minutes
- Date de diffusion : 
  - Italie : 7 janvier 2003

## Distribution
- Nino Manfredi : Pasquino
- Fiorenzo Fiorentini : Toto, le cocher
- Giovanni Manconi : Giannaccio
- Giacomo Gonnella : Andrea
- Maximilian Nisi : Elia
- Eliana Miglio : Sara
- Antonia Liskova : Jenny
- Pino Quartullo : Galeazzo della Gensola
- Giovanni Lombardo Radice : Cardinal Renzi
- Massimo Mirani : Père Spola
- Giacomo Piperno : le rabbin
- Cosimo Cinieri : Prince de Gensola